# Hans Schott-Schöbinger
Johann „Hans“ Schott-Schöbinger, geborener Schöbinger (* 18. Dezember 1901 in Andritz, Österreich-Ungarn; † 28. Juli 1984 in Schwoich), war ein österreichischer Schauspieler und Filmregisseur. Er verwendete auch das Pseudonym John Scott.

## Leben
Johann Schöbinger war der uneheliche Sohn einer Wirtschafterin und Wäscherin sowie eines Möbelpackers. Nach Schauspielunterricht in Graz gab er als Hans Schöbinger sein Debüt 1920 am Stadttheater St. Pölten. Er spielte dann an Wiener Bühnen, besonders am Theater in der Josefstadt und an den Wiener Kammerspielen. Dort fungierte er fünf Jahre als Direktor. Er spielte in der Wiener Winnetou-Neuinszenierung 1931 die Titelfigur.
Am 17. April 1942 erfolgte im Wiener Bürgertheater als Eröffnung die Uraufführung der Revue „Ringstraßen-Melodie“ von Hans Schott-Schöbinger und Rudolf Weys. In der Hauptrolle war Schott-Schöbinger zu sehen, neben ihm spielten Publikumslieblinge wie Hans Olden, Mimi Shorp oder Lia Lange. Trotz negativer Kritiken erfreute sich das Stück großer Beliebtheit, im September 1942 berichtete die Presse von beinahe 200 Aufführungen en suite.
Von 1936 bis 1944 war er in Filmen zu sehen, wo er anfangs größere, zuletzt jedoch nur noch wenig bedeutende Rollen übernahm. Nach Kriegsende drehte er als Regisseur für die Klagenfurter Produktionsfirma Carinthia-Filmkunst mehrere Kulturfilme.
Schott-Schöbinger wurde Geschäftsführer und Regisseur der AFA-Filmproduktion und Chef der Münchner Verleihfirma Defir, der er bis 1958 vorstand. Er inszenierte in den 50er Jahren neben mehreren Kurz-Dokumentarfilmen einige Filmkomödien und Heimatfilme und schrieb das Exposé für den Film Das Mädchen vom Pfarrhof (1955). In den 60er Jahren führte er zuletzt bei Aufklärungsfilmen Regie.
Seinen Lebensabend verbrachte er verheiratet und als Vater eines spätgeborenen Sohnes in seinem Tiroler Haus in Schwoich.

## Filmografie
Darsteller
- 1936: Manja Valewska / Petersburger Romanze
- 1938: Adresse unbekannt
- 1939: Eins zu Eins (Kurzfilm)
- 1940: Wiener G’schichten
- 1940: Blonde Frau übern kurzen Weg (Kurzfilm)
- 1943: Abenteuer im Grandhotel
- 1943: … und die Musik spielt dazu
- 1943: Der weiße Traum
- 1944: Am Vorabend

Regisseur
- 1949: Hexen (auch Drehbuch)
- 1950: Erzherzog Johanns große Liebe
- 1954: Der rote Prinz (auch Co-Produktion)
- 1955: Zwei Herzen und ein Thron
- 1956: Holiday am Wörthersee (auch Co-Produktion)
- 1957: Der Bauerndoktor von Bayrischzell (auch Schauspieler)
- 1958: Nackt wie Gott sie schuf (auch Drehbuch-Mitarbeit)
- 1960: … und keiner schämte sich (auch Produktion)
- 1962: Der Pastor mit der Jazztrompete (auch Drehbuch und Co-Produktion)
- 1964: Die drei Scheinheiligen (auch Drehbuch)
- 1968: Andrea – Wie ein Blatt auf nackter Haut (auch Drehbuch)
- 1969: Die nackte Bovary
- 1970: Von Haut zu Haut (als John Scott[2])